# Finska indelta militären
Den Finska indelta militären är de nio skarpskyttebataljoner som uppsattes i Finland under Krimkriget på basis av indelningsverket från den svenska tiden, men till reducerad styrka. Bataljonerna (med fyra kompanier på 150 man var) var avsedda för försvaret av Finland. De deltog under kriget i några mindre strider, bland annat vid Fredrikshamn. Efter kriget nedsattes deras manskapsstyrka till 320 man. År 1863 samlades de nio bataljonerna till gemensamt lägermöte på Parola malm, där de mönstrades av Alexander II. Finska indelta militären indrogs 1868.